# Peugeot Boxer
Peugeot Boxer — коммерческий фургон, разработан бюро-дизайна «Fiat Centro Stile». Выпускается совместным предприятием СП Sevel SpA, созданного в 1978 году итальянской «Fiat Group» и французской «PSA Peugeot Citroën».
Современный дизайн фургон приобрёл в 2006 году. Выпускается под шестью марками: Peugeot Boxer, Citroen Jumper, RAM Promaster (в США),Toyota ProAce Max,Opel Movano C и третьего поколения Fiat Ducato III. Заводы расположены в Италии в городе Атесса, во Франции, в городе Валансьен, в России в поселке Росва Калужской области, также в России на шасси Peugeot Boxer строили свои микроавтобусы и нижегородская компания «Нижегородец» и елабужская компания «Алабуга».

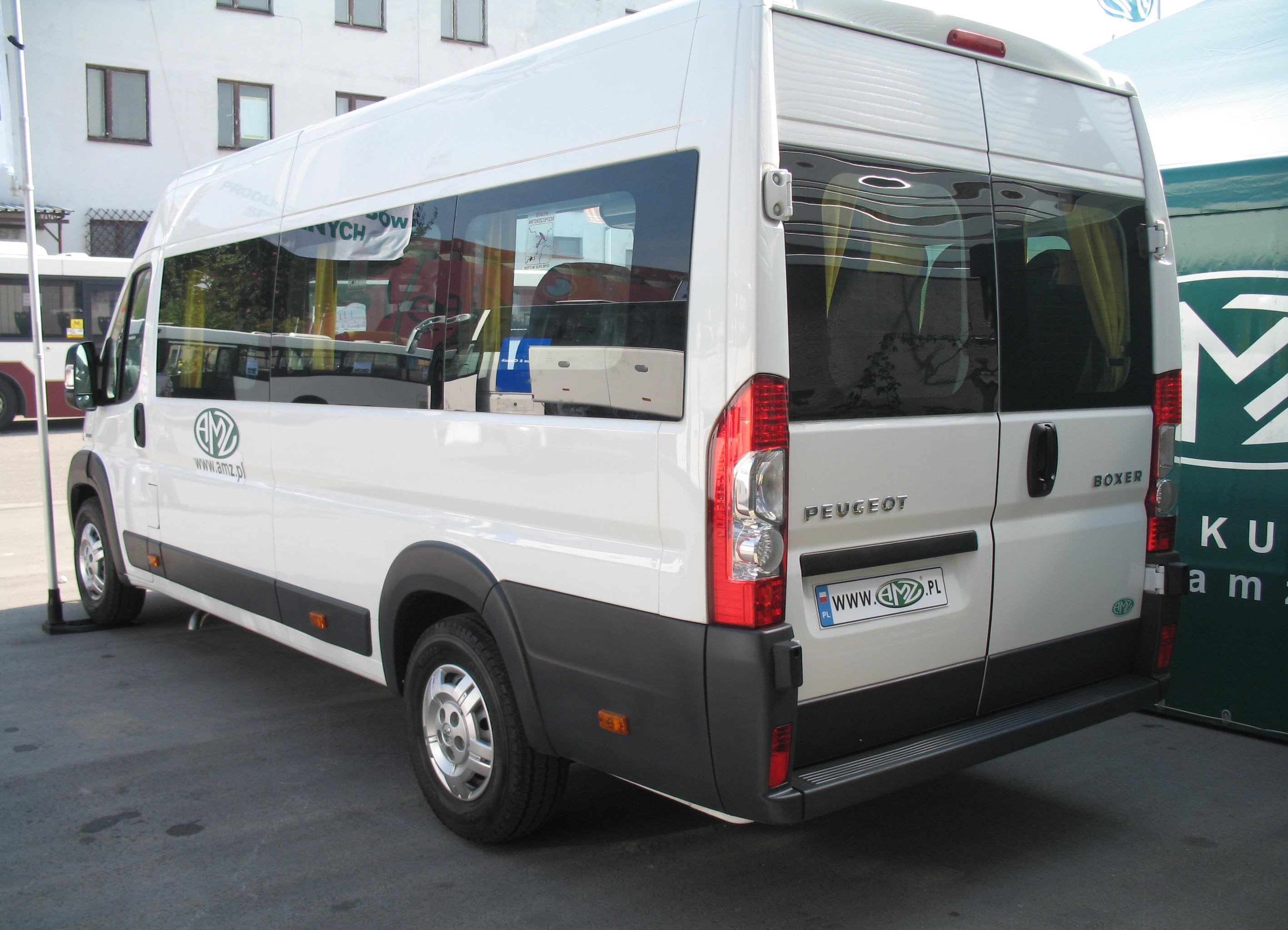
Микроавтобус «Peugeot Boxer»

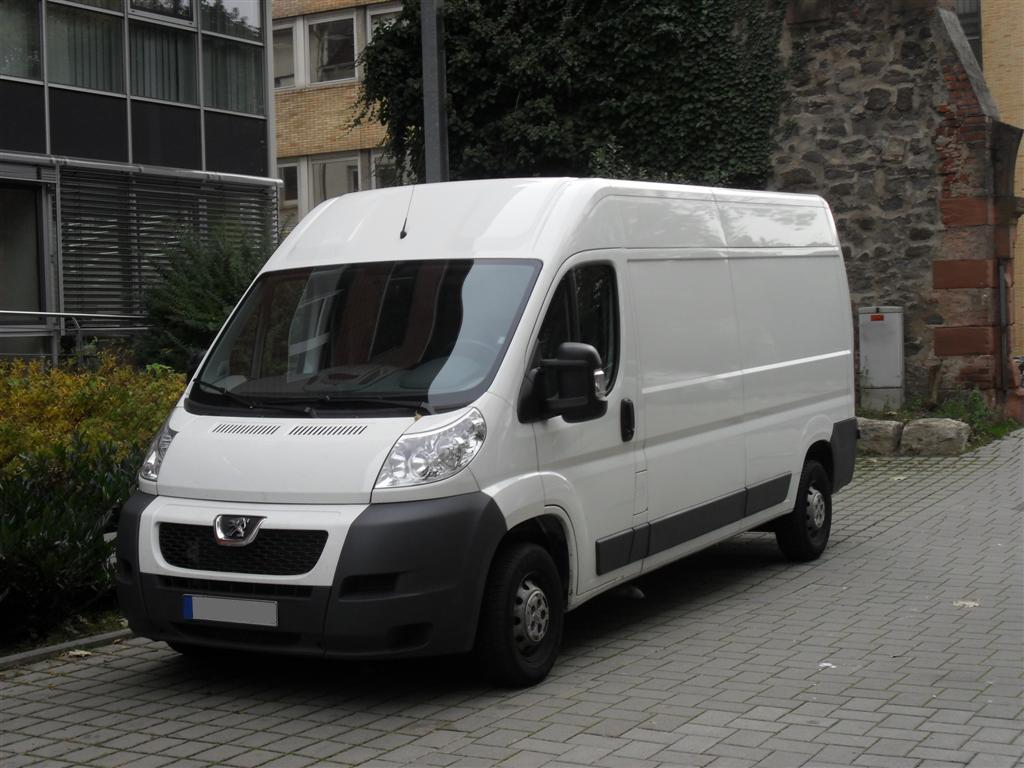
Фургон «Peugeot Boxer»

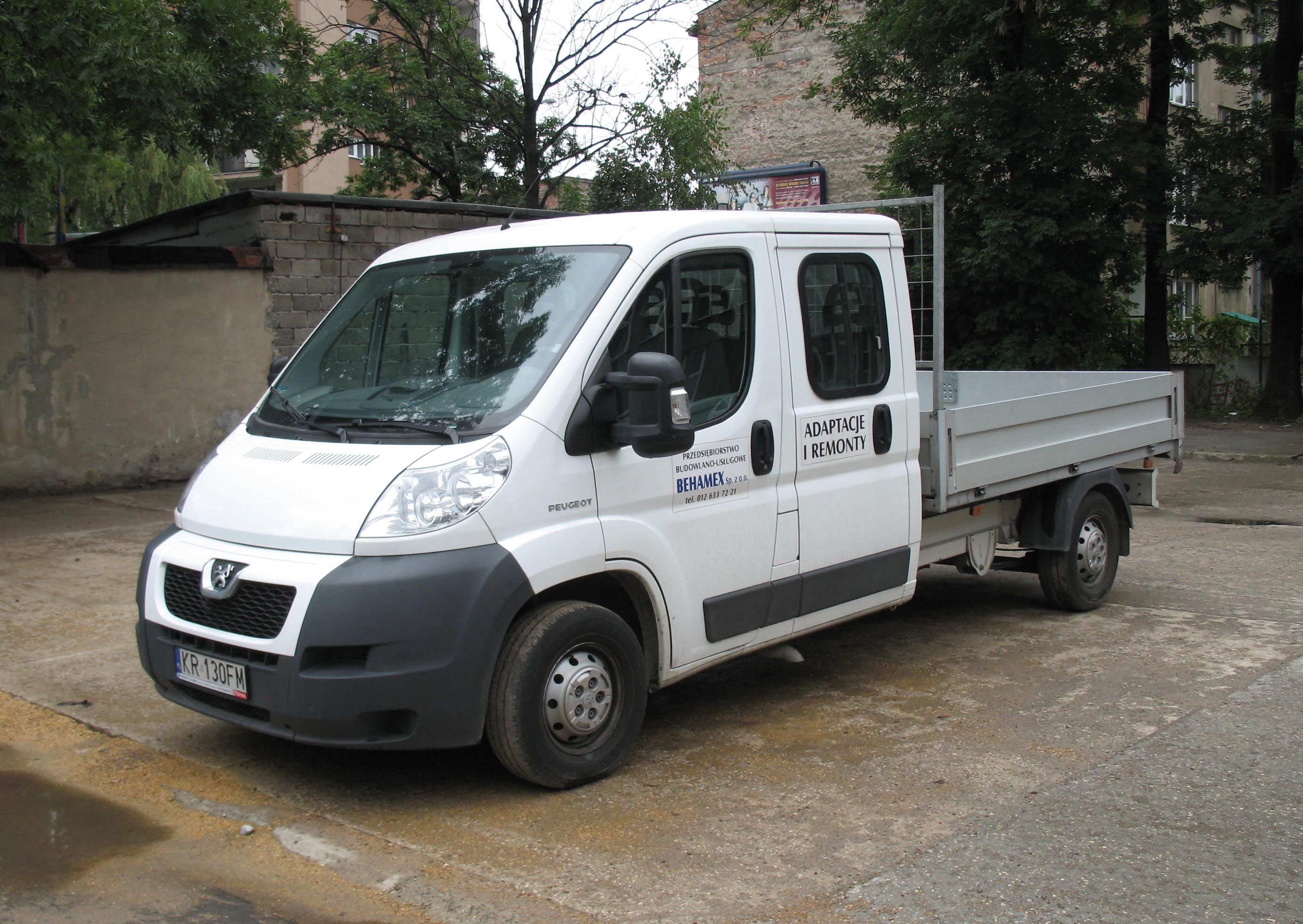
Малотоннажный грузовик «Peugeot Boxer»

По заявлениям производителей, в 2020 году анонсирована электрическая версия с автономностью около 300 км.

## Ram Promaster
Ram Promaster — фургоны, которые производятся итальянской компанией Fiat с 2013 года выпуска для рынка Северной Америки. Он также был построен на одной платформе с Citroën Jumper 2, Peugeot Boxer 2 и Fiat Ducato 3.